# بريجيت لوفيفر
بريجيت لوفيفر (بالفرنسية: Brigitte Lefèvre)‏ هي راقصة فرنسية، ولدت في 15 نوفمبر 1944.